# Мизофилия
Мизофилия е парафилия, при която до сексуална възбуда се стига от миризмата или допира до нещо мръсно – използвано бельо, повръщано, изпражнения и др.